# Nematoctonus geogenius
Nematoctonus geogenius är en svampart som beskrevs av Thorn & G.L. Barron 1986. Nematoctonus geogenius ingår i släktet Nematoctonus och familjen musslingar.   Inga underarter finns listade i Catalogue of Life.